# 奕訢
和硕恭忠親王奕 訢（转写：I Hin；1833年1月11日—1898年5月29日），號樂善堂主，满洲爱新觉罗氏，中国清朝晚期皇家宗室，也是同期著名的改革家、政治家、军事家、外交家和洋務派領袖。他是道光帝第六子，咸豐帝同父异母弟，同治帝及光緒帝的六叔（伯）父。其生母为道光帝孝静成皇后。他曾任总理衙门首席大臣、领班军机大臣、议政王、宗人府宗令等要职，是清朝同治朝及光绪朝前期朝廷的最高掌权者之一。由于道光帝遺詔封其为和碩恭亲王，爵位世襲罔替，故他亦多被称为“恭亲王”或“恭王”，身故後谥号为忠。由于政见相左，保守派和清流派蔑称其为“鬼子六”。
奕䜣天资聪颖，能文能武，在皇族中能力十分突出，但未获父亲道光帝垂青成为皇帝继位者，使其一生都保持着权力分享和辅佐者的角色。1860年，英法联军攻入北京，奕䜣受命与其谈判议和，代表清廷签署了《北京条约》。1861年，兄长咸丰帝驾崩后，奕䜣联合慈禧太后发动“辛酉政变”，从咸丰帝遗诏任命的顾命八大臣手中夺取了国家最高权力，与两宫皇太后共同主持政务。1881年，支持他的慈安太后病逝，奕䜣的地位逐渐动摇，直至慈禧太后于1884年借故免除其所有职务后彻底退隐，离开权力核心。1894年，中日甲午战争期间他被重新启用。1898年病逝。
奕䜣是清末洋务派的代表人物、主要发起者及領袖，他支持曾国藩、左宗棠、李鸿章等人兴办洋务，发展近代军事工业及购买先进武器，并推动清廷成立了专管外交事务的總理衙門和駐外使館，在外交和洋务领域经验丰富，受到列强认可。奕䜣积极调和斡旋，使清朝相继平息了第二次鸦片战争和太平天国运动的内忧外患，并积极推进洋务运动和国家建设，使国家一度出现政局平稳的中兴局面。但其突出的能力及势力屡屡成为当权者和保守派的忌惮和挑战，因而相继与咸丰皇帝、同治皇帝和慈禧太后等人龃龉冲突，仕途褒贬随形，波折不断，最终以被彻底罢黜收场。
奕䜣墓位于今北京市昌平区境内，其逝世后恭亲王爵位由其长孙溥伟继承。

## 生平

### 早年生涯
奕䜣出生于清朝道光十二年农历十一月二十一日（公元1833年1月11日），是道光皇帝旻宁和其静贵妃（即孝静成皇后）博尔济吉特氏的第三子，其前面有两个早夭的亲兄长。1840年，道光帝皇后钮钴禄氏病逝，根据皇后托孤遗命，静贵妃代为抚养其十岁的皇四子奕詝（即咸丰帝），奕䜣因而和奕詝成了如影随形的兄弟伴侣。奕䜣曾师从卓秉恬、贾桢、翁心存等人，在童年即表现出聪明好学、文武双全的特质，因而受到接连丧子的道光帝的喜爱。

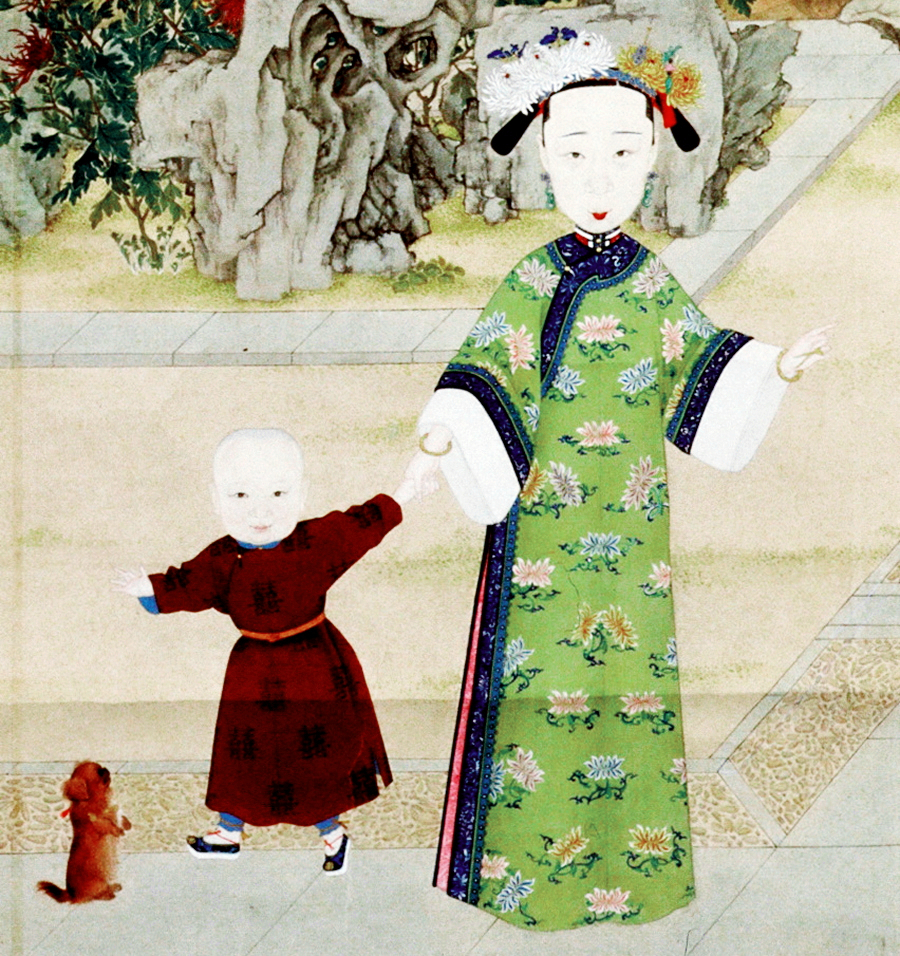
幼年奕訢与母亲孝静成皇后

随着道光帝逐渐年迈，立储问题开始浮上台面。道光帝曾在钟爱的皇后之子奕詝和更具才干的奕訢之間猶豫不決。道光二十六年（1846年），道光帝终下定决心传位于奕詝并写下立储密旨，将奕䜣封为亲王。道光二十九年（1849年），道光帝下令在妃园寝内为奕訢之母静贵妃修墓，亲令静贵妃死后，必须葬于妃园寝，不得更改，这等于变相对外公布奕訢争储失败，因为奕訢若能继位，按惯例，将尊其生母为太后，若已去世则追封为皇后，而清朝皇后无论是正式册封或母以子贵追封，先于皇帝去世与皇帝合葬，后于皇帝去世则单独建陵。因而道光帝的这一举措表明静贵妃不管生前死后都只是他的妾室绝非正室，也就暗示了其子奕䜣不会继位。
道光三十年（1850年）正月，道光皇帝病逝，临终前公布了立储密旨：“皇四子奕詝封为皇太子，皇六子奕䜣封为亲王。”奕詝随即即位，成为皇帝，奕䜣屈居其下，成为臣子。此前，道光帝曾指婚娶重臣桂良之女為奕䜣的福晉，这往往被认为是道光属意传位奕䜣之举，但实际上这个指婚发生在道光下定决心写下遗诏之后，因而最多只能视为对其的补偿，况且恭王福晋并非桂良嫡女，而仅为妾室所生的庶女之一。

### 咸丰時期
咸丰皇帝即位后，将奕䜣封为十五善射大臣，并陆续命其管理中正殿、武英殿等事务。咸丰三年（1853年），太平天国势力北上攻至京畿一带，北京情势危急，奕䜣受命署理领侍卫内大臣，办理巡防事务，这打破了皇子不得干政的祖制。此后，咸丰帝又陆续安排奕䜣负责旗务、宗人府等工作。奕䜣以非凡能力办差办事，尽力辅佐着自己的兄长。

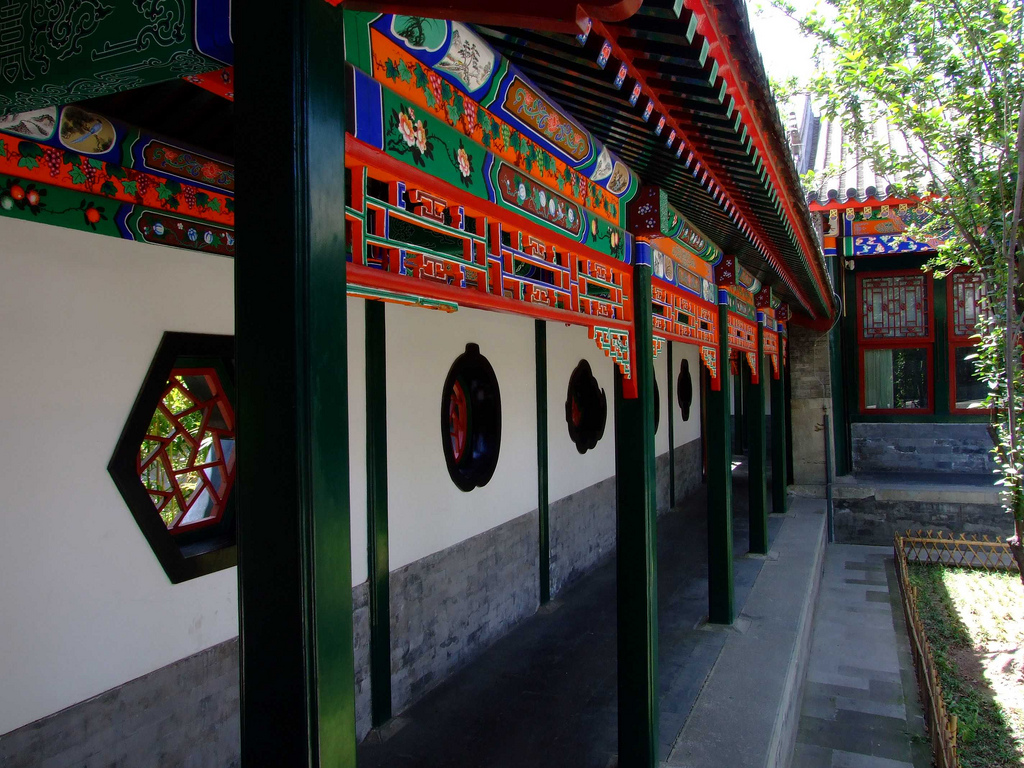
奕䜣的宅邸北京恭王府

#### 兄弟反目
咸丰五年（1855年），奕䜣生母、咸丰帝养母康慈皇贵太妃病重，奕䜣请旨咸丰帝将其封为皇太后。因为奕䜣之母并不是皇帝生母，且其表态激动形同挟制，因而引得咸丰帝不快。虽然这个要求最终被允准，但也致使咸丰帝与奕䜣兄弟二人嫌隙渐生，开始离心离德。皇太妃逝世后，咸丰帝刻意降低了丧仪的规格，并以办理丧仪不周为由免去了奕䜣的军机大臣和宗人府宗令等职务，令其回上书房读书，两人矛盾开始公开化并被付诸实践。此时清朝内忧外患叠加，时局异常动荡，内有太平天国运动席卷半壁江山，外有不断进犯的英法联军。对此，奕䜣主张内外同时出击，果断消除双方隐患，为此多次上奏，反对议和，积极主战。但咸丰帝态度踌躇矛盾，未能采其建议积极抵抗，加之清军作战能力不足，局势日益恶化。

#### 斡旋洋务
咸丰十年（1860年），英法联军在第二次鸦片战争中进逼北京，咸丰帝紧急北逃，并命奕䜣为钦差大臣，在京主持中外议和谈判等善后事宜。当年十月，奕䜣受命代表清朝相继和英法俄等国签订了《北京条约》。虽然清朝在战争中失败被人宰割，但奕䜣在议和中展现出的能力和手腕赢得了列强对其个人的好感。奕䜣继而利用英法等国在中国谋求利益的心态，笼络其参与镇压太平天国运动的军事行动。与此同时，奕䜣在北京交往笼络了一批重臣，积累起相当的政治资本。清廷采纳了奕䜣的建议，首次设立专门的外交机构——总理各国事务衙门（简称总理衙门），奕䜣被任命为衙门大臣，一时权倾朝野，其势力也获得列强的认可与支持。奕䜣倡导积极购置外国军械并创办近代军事工业，洋务运动自此发端，影响深远。

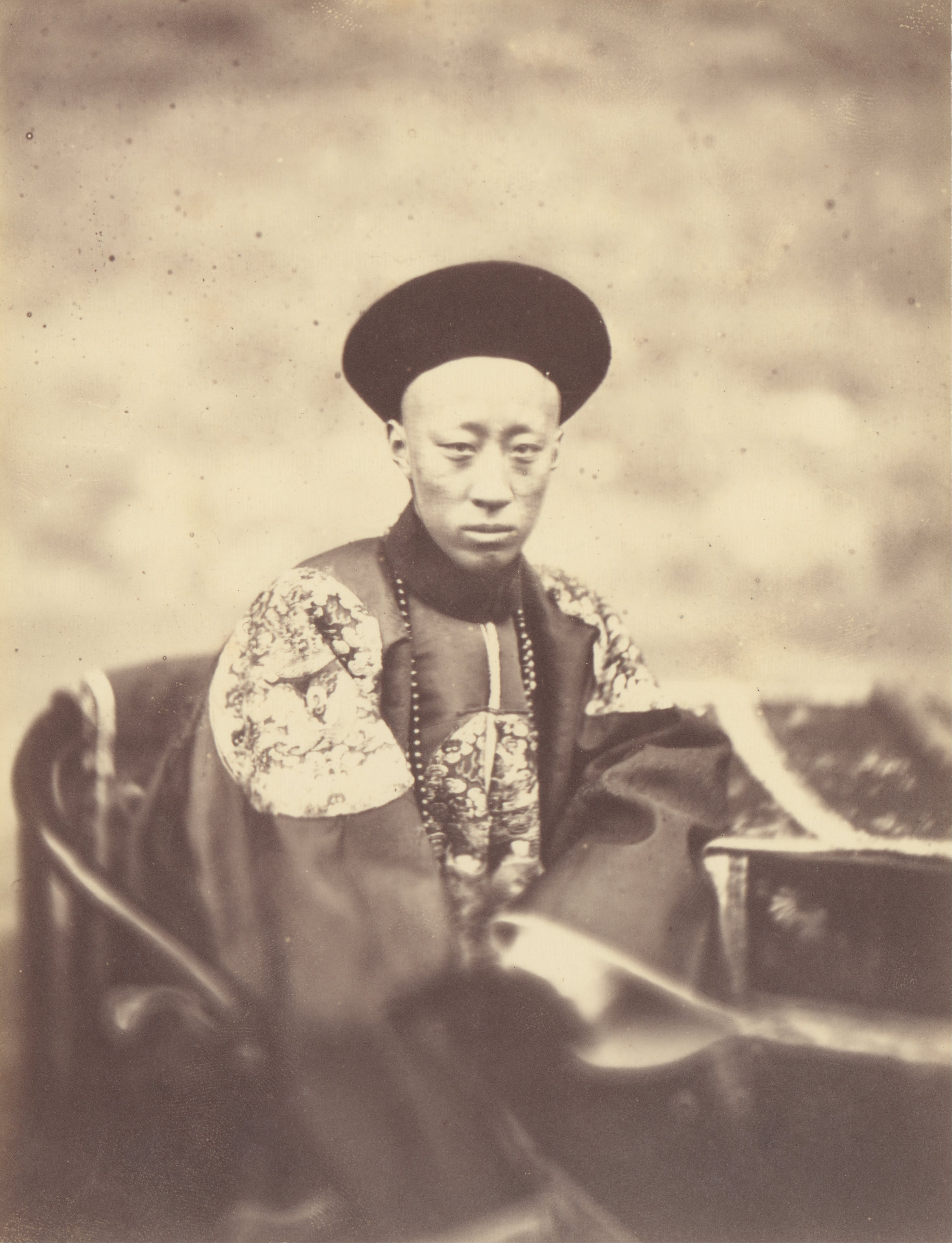
1860年，正在北京与英法联军谈判的奕䜣。

#### 辛酉政变
咸丰十一年（1861年）夏，咸丰皇帝在热河病重，临终发布遗诏命独子载淳即皇帝位，令载垣、端华、肃顺等八人为赞襄政务王大臣辅佐幼帝及两宫皇太后处理政务，随后病逝。出人意料的是，能力和亲缘关系均占上风的奕䜣未被咸丰帝选中成为顾命大臣，这使得奕䜣与随咸丰帝驻跸热河的载垣、端华、肃顺政治集团矛盾加深。因此，奕䜣与两宫皇太后开始密谋，准备推翻咸丰帝生前确立的国家权力格局，夺取最高权力。当年八月，奕䜣在北京游说列强，其计划得到了一致支持，随后，其前往热河奔丧，与两宫皇太后密谋商谈，随后赶回北京，控制部署兵力，并游说部院大臣，为政变行动铺平道路，扫除障碍。九月底，慈安、慈禧两宫皇太后携幼帝及随行大臣返京，奕䜣在其抵京后迅速捉拿了载垣、端华、肃顺等人，将咸丰帝指定的顾命八大臣一举捉拿定罪，是为“辛酉政变”。随后，新帝载淳正式即位，原拟定的“祺祥”年号被废除改为“同治”，意为两宫太后垂帘听政，和奕䜣分享权力，共治国家。咸丰皇帝临终确立的权力格局自此被奕䜣、慈安及慈禧皇太后共同形成的三人系统所取代。

### 同治時期

#### 中兴局面与鸟尽弓藏
自同治帝即位到光绪初年的二十余年间，奕訢担任领班军机大臣领班與总理衙门大臣，掌握軍政大权。太平天国运动平息后，奕䜣的权势达到顶峰，但鸟尽弓藏的现实随即展开，由于奕䜣能力及势力非凡，且在政变中功高震主，因而逐渐遭到当权者慈禧太后的猜忌。同治四年（1865年）三月，慈禧決定牛刀小試，其指使编修蔡寿祺弹劾奕訢，指其“揽权纳贿，徇私骄盈，目无君上”，并意图革除了奕䜣的所有職務。由于眾大臣求情，奕䜣仅被革除「议政王」一職，但依舊身處權力中心，允許在内廷行走。由于奕訢身后有慈安太后支持，其得以制衡慈禧太后權勢，因此其地位仍舊穩固，慈禧即使心怀怨恨猜忌也无以真正下手，清朝因此在奕䜣和两宫皇太后共同形成三人权力格局下运转多年。时逢内忧外患消退，清朝在奕䜣等人的主持下出现了难得的中兴局面。但面对慈禧的猜忌和顽固守旧势力的阻挠，奕䜣的处境逐渐恶化，其勇于任事、刚愎自用的个性也致使反对者声浪逐步升高。

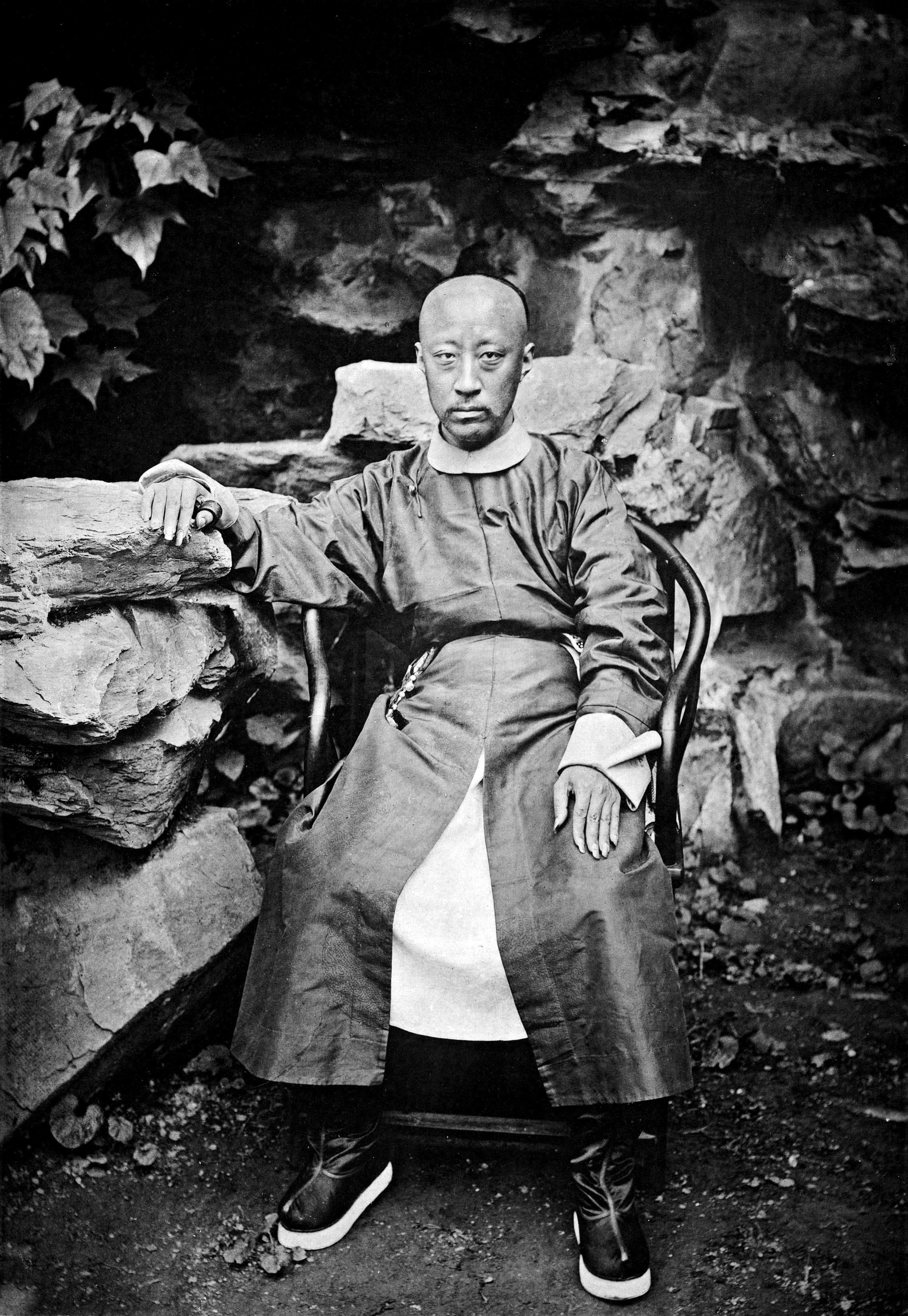
1872年，奕䜣在恭亲王府中。

同治七年（1868年），奕䜣受命调淮军镇压了捻军起义。次年，慈禧太后心腹太监安德海奉慈禧之命，前赴江南办理织造。按清朝祖制，太监不得离京，否则即为死罪，素来对安德海不满的奕䜣命山东巡抚丁寶禎将其捕拿，且未经审讯就将其正法，由此为慈禧太后所恨。奕訢亦曾当面劝谏同治帝停止修治圆明园及便服出游的习惯，遭到同治帝痛斥，并将其及其子撤职降级，后经两宫太后干预得以恢复王爵。

### 光绪时期
同治十三年（1874年）冬，同治帝病危，奕䜣受命代批奏章。年底，同治帝病逝，无子。慈禧太后与奕䜣等人商议后拥立醇亲王奕𫍽之子载湉继承咸丰帝，兼祧同治帝，即位为新的皇帝，年号“光绪”。光绪年始，奕䜣继续主持军机处，掌管宗人府，并受命邀请美国前总统格兰特调解中日琉球争端，继续与两宫皇太后维持着共理朝政的权力格局。

#### 甲申易枢
光緖六年（1881年），慈安太后突然逝世，奕䜣失去重要支持，其倚重的军机大臣沈桂芬也于当年稍早去世。奕䜣开始独自与权力欲极强的慈禧太后分享权力，處境愈发窘迫。失去慈安制约的慈禧太后开始重新計劃扳倒奕訢独享权力。此时奕䜣推行洋务的动作开始有所犹豫，其也在修建工程、秉承懿旨等方面和慈禧意见相左，使得慈禧对其的不满情绪与日俱增。光绪十年（1884年），中法戰爭爆發，军机处在此间战和不定，使清军不断败退。慈禧太后指出奕訢所指揮的軍機處進退失據，委靡因循，致使軍隊敗退，乘機罷去奕訢一切職務，令其居家養疾，同時由禮親王世鐸取而代之將军机处一併改組，並扶植光緒帝生父醇親王奕譞取代他的地位。奕訢的黨羽武英殿大学士宝鋆、吏部尚书李鸿藻、兵部尚书景廉、工部尚书翁同龢同時被貶，他們的往後數十年的繼任人選多對慈禧唯命是從，且庸碌無能。此事件發生在旧历甲申年，故稱為甲申易樞。至此，慈禧太后开始独揽大权，奕䜣正式退出了清朝的权力核心，自辛酉政变后其与两宫皇太后共同分享最高权力的格局宣告终结。

#### 赋闲与再次出山

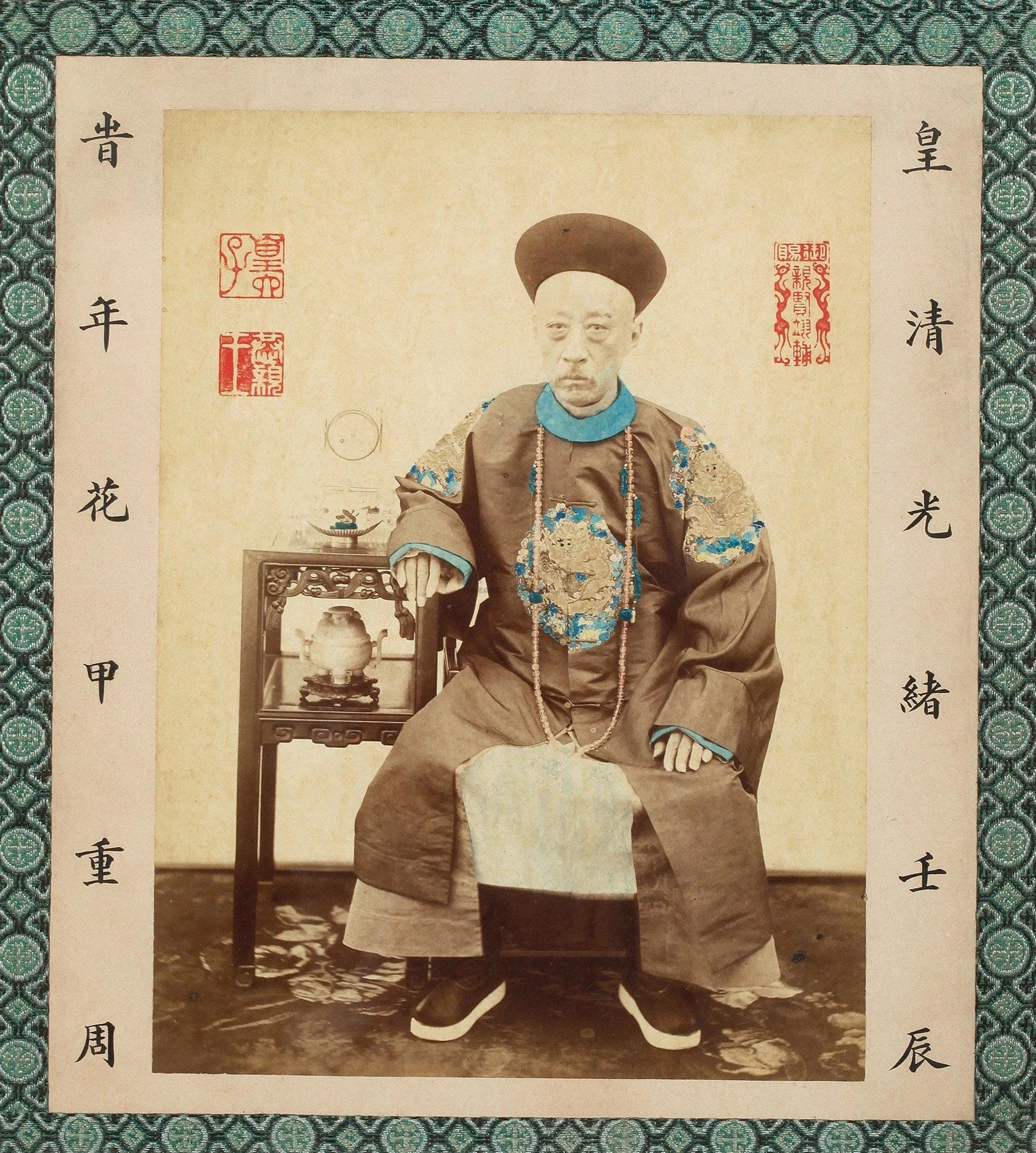
奕訢晚年像，摄于1892年。

被罢黜之后，奕訢居家养疾，并常在京城西郊戒台寺静修。其身为亲王的双俸一度被停发，后来被恢复。奕䜣赋闲多年，直至1894年中日甲午戰爭以後，慈禧碍于危机形势才再度将其起用，任其为领班军机大臣与总理衙门大臣，督办海军等军务。但此时的奕䜣已年老体衰，历经风霜沉浮，其精力和能力已远不可和年轻时相比。他曾意图请列强出面调停战争，并派谈判代表直接与日本接触，但收效甚微。甲午战后，奕䜣曾协助光绪帝推动一些新政，但其对随之而来的维新变法运动极力抵制、屡加阻挠。

### 病重及逝世
光绪二十四年（1898年）二月，奕䜣痰喘病重，继而一病不起，期间慈禧太后携光绪帝数次探望。四月初十日（5月29日），奕䜣病逝，享年六十七岁。光绪帝和慈禧太后亲临祭奠，并辍朝持服多日。慈禧太后赐其“忠”字的谥号，将其入祀贤良祠，配享太庙。由于奕䜣长子载澂已逝，其恭亲王爵位由载澂之子溥伟（实系次子载滢之子，被过继给载澂）承袭。1930年代，溥伟之子毓嶦在其父逝世后承袭了该爵位，成为末代恭亲王。
奕䜣墓葬位于今北京市昌平区麻峪村以东，秦城监狱以西。由于偷盗和工程取料等原因，如今仅剩三门四柱三楼的石牌坊。
相传奕訢在病逝前，光緒帝、慈禧太后前去探望，光緒帝主動詢問奕訢帝师翁同龢是否可大用，奕訢聽後十分激動，向光緒帝表達反對之意，因翁同龢反對洋务运动，而奕訢自己是洋务运动的中枢首脑，故希望親政的光緒帝不要被翁同龢的意見給迷惑，光緒帝無奈之下與慈禧太后討論後，忍痛罷黜了翁同龢。

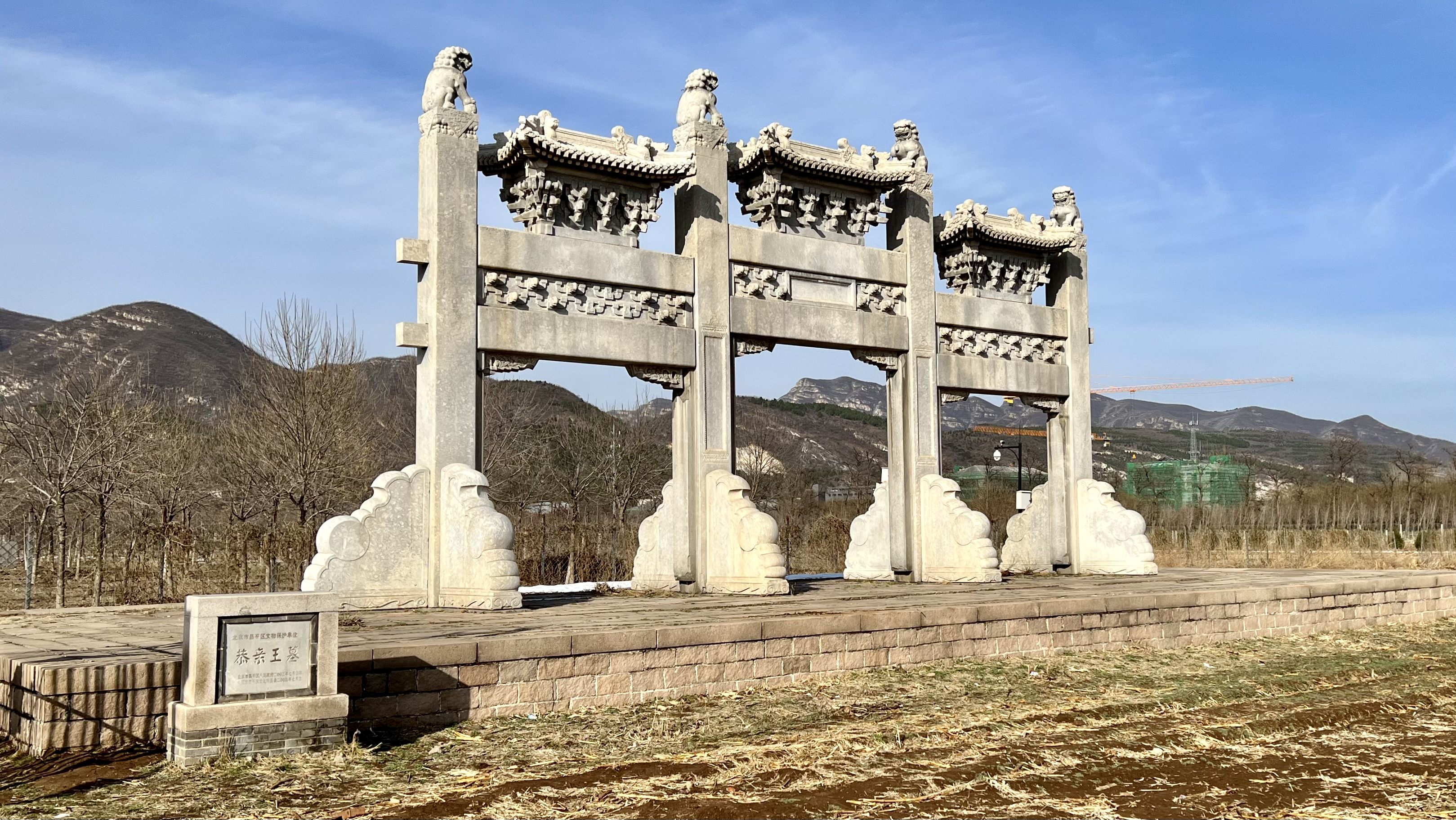
奕訢陵墓仅剩的地面石牌坊

## 評價
总体上看，奕䜣当权时期突出的能力和作为深刻影响了晚清的政治形势及国家建设，发动并深化扩张了洋务运动，使中国出现了最早的军事工业和近代化事物，建设效果显著。其主张学习外国军事科技以加强中国武力，於外交上主张保持与欧美列強的和平，支持並开办了中国早期的近代新式工商業以及政府機關，是清朝洋务运动的中枢首脑。在其掌权期间，清朝先後平定了太平天国运动、捻亂以及西部各行省的回變，尽力达成了内外无患的和平局面。部分中國近現代史學家（如張玉法、薛化元、李筱峰等人）認為奕訢与慈安太后是清朝最後的支柱，支撑着风雨飘摇的政权。在其死後，繼任者多為庸碌之輩。然而，其终究身为臣子而非君主，君主及皇权掌控者不容其功高盖主的挑战，使其行为和影响带有明显局限，也导致了其最终被贬抑的悲剧结局。
奕䜣对于兴办洋务等革新运动态度矛盾反复，其前期积极进取，后期则犹豫徘徊，这与他不断变换的处境地位有着直接关系。其早年大力推动国家与世界接轨，兴办洋务，促进军事现代化，但当其晚年光绪帝意图发动维新变法时，则强力阻拦，坚决反对。
奕䜣的不雅绰号“鬼子六”，一方面是来自他在道光帝的儿子中排行第六，另一方面是因为保守派厌恶西方事物，把洋人称为「鬼佬」或者「洋鬼子」，进而对推行的洋务运动奕䜣不以为然，因他是六王爷，故取此名号蔑之。

## 家室及后代

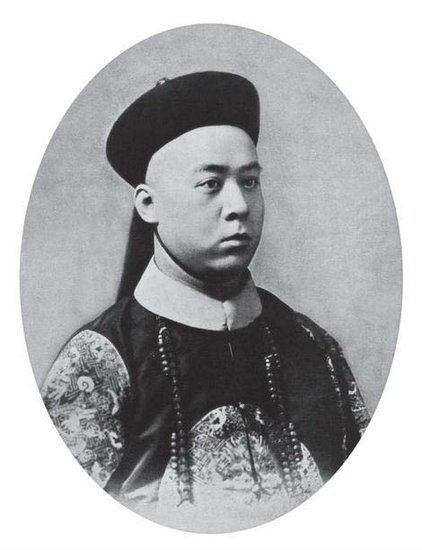
奕䜣的长孙，第二代恭亲王溥伟（1880-1936）。

- 嫡福晉瓜爾佳氏（1834-1880），大學士桂良庶女，惠親王綿愉繼福晉之妹，自號友蘭女士。值得一提的是孝静成皇后之嫡母與瓜爾佳氏之嫡母同為肅王府的庶出縣主，兩人為同父同母的亲姐妹，奕訢相当于娶了自己名义上的表姨。光緒六年五月二十二日去世，享年四十七歲。
  - 长女：榮壽固倫公主（1854-1924），嫡福晋瓜尔佳氏生，同治初年，进宫中教养，封固伦公主，二年正月初二日行册封礼，四年九月改为荣寿公主，五年九月初六日经慈禧太后指婚，下嫁世袭一等公寿恩固伦公主额驸景寿之子志端，志端婚后五年病死。丈夫死后，荣寿公主作为太后养女又回到宫中陪伴太后。光绪七年十月晋固伦公主。1924年逝世，享年七十岁。
  - 长子：载澂（1858-1885），嫡福晋瓜尔佳氏生，郡王銜貝勒，谥曰果敏。嫡夫人费莫氏文煜之女。
    - 长孙（过继非亲生）：溥伟（1880-1936），原系载滢长子，过继给载澂，承继奕䜣之恭亲王爵位。
      - 子嗣：毓嶙、毓岏、毓崧、毓岎、毓嶦（承袭溥伟之恭亲王爵位）、毓嵂、毓嶸、毓嵱、蘊霞（女兒）

  - 次女：（1860-1863），嫡福晋瓜尔佳氏生，早夭。
  - 三子：載濬（1864-1866），嫡福晋瓜尔佳氏生，早夭，追封奉恩輔國公。

- 側福晉薛佳氏，文匯之女，光緒二十四年去世。

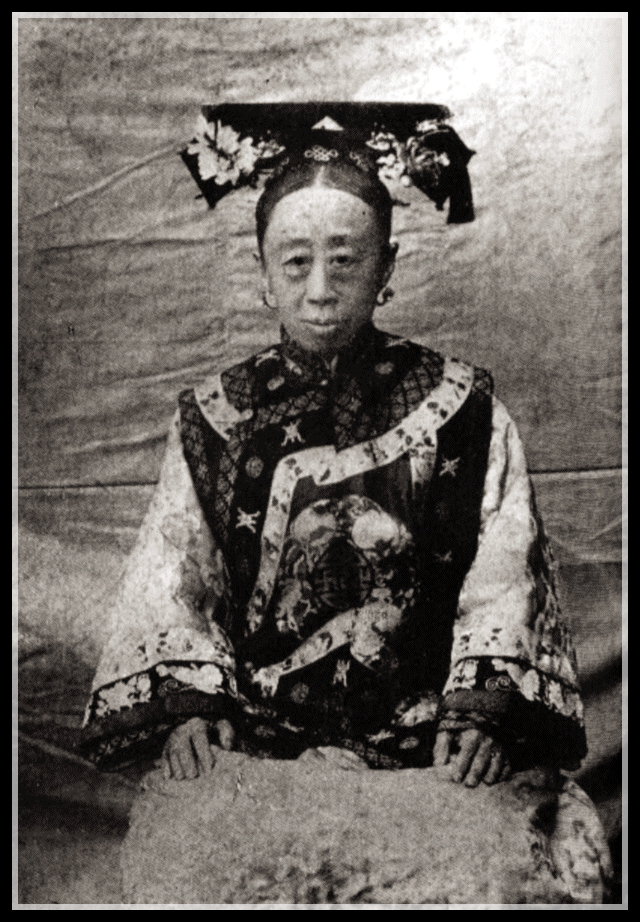
奕䜣长女荣寿固伦公主（1854-1924），系慈禧太后养女。

  - 次子：载滢（1861-1909），侧福晋薛佳氏生。同治十年奉旨过继与钟端郡王奕詥为嗣，袭贝勒。光绪二十六年因罪革爵仍归本支。宣统元年己酉八月十六日酉时溘逝，年四十九，郡王銜貝勒。
    - 长孙：溥伟（1880-1936），载滢长子，被过继予溥伟，系第二代恭亲王。
    - 次孙：溥儒（字心畬，1896-1963），载滢次子，著名书画家、收藏家。
      - 子嗣：毓岦

    - 三孙：溥佑（后更名金振武，1899-1969），载滢三子，因出生时恰逢奕䜣喪事期间，故未入玉牒。
      - 子嗣：蘊華（女兒）、毓崟（毓君彥）、毓岑

    - 四孙：溥僡（字叔明，1906-1963），载滢四子，音韵学、文学及诗词研究者。
      - 子嗣：毓峘

- 側福晉王佳氏，福慶之女，十歲時隨嫡福晉瓜爾佳氏入王府，後於咸豐十年被收為妾，事上以禮，馭下以寬，同治十一年兩宮皇太后晉其為側福晉，光緒五年去世。

- 側福晉張佳氏，雙喜之女。幼年入府，素患肝疾。初為侍妾，光緒九年去世，年僅二十六歲。
  - 四女：（1879-1880），侧福晋张佳氏生，双喜女，早夭。

- 側福晉劉佳氏，協領慶春之女，疑與奕訢同為劉佳氏的側福晉為堂姐妹關係，待考。
  - 三女：（1876-1878），侧福晋刘佳氏生，早夭。
  - 五女：（1881-1882），侧福晋刘佳氏生，早夭。

- 側福晉壽佳氏，原為侍妾壽氏，中國第一歷史檔案館有藏光绪二十四年闰三月十二日《为恭亲王奕訢侍妾寿氏崔氏刘氏均著加恩赏封侧福晋事》。

- 側福晉崔佳氏，原為侍妾崔氏，中國第一歷史檔案館有藏光绪二十四年闰三月十三日和硕恭亲王门上长史连春提交的《为恭亲王奕訢侍妾寿氏崔氏刘氏均著加恩赏封侧福晋事》。

- 側福晉劉佳氏，慶雲之女。原為侍妾劉氏，中國第一歷史檔案館有藏光绪二十四年闰三月十三日《为呈报恭亲王奕訢侍妾寿氏崔氏刘氏均着加恩赏封侧福晋事致宗人府右司》。
  - 四子：載潢（1881-1885），侧福晋刘佳氏生。光绪十一年正月卒，年六岁，追封不入八分輔國公。

## 府邸

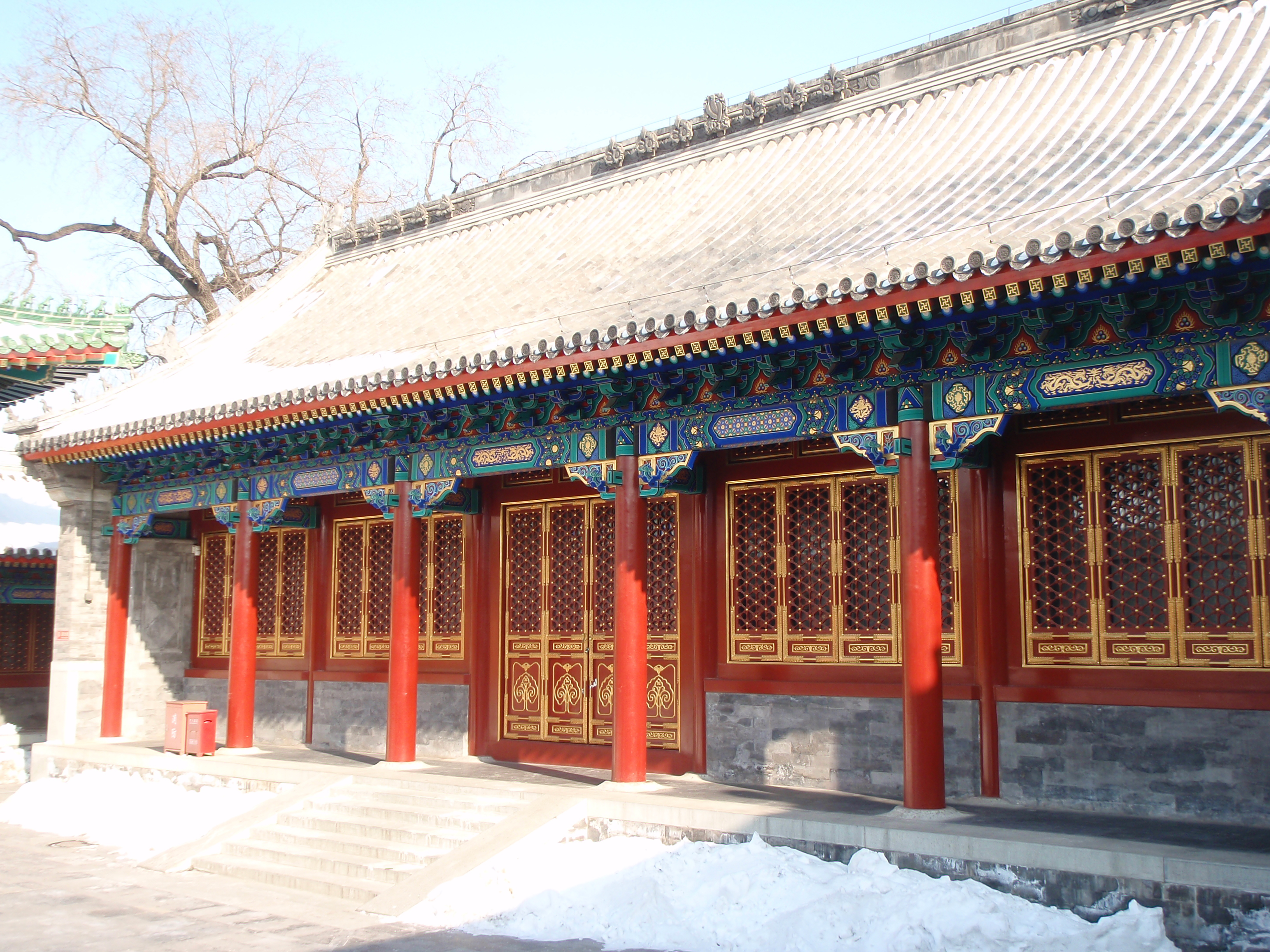
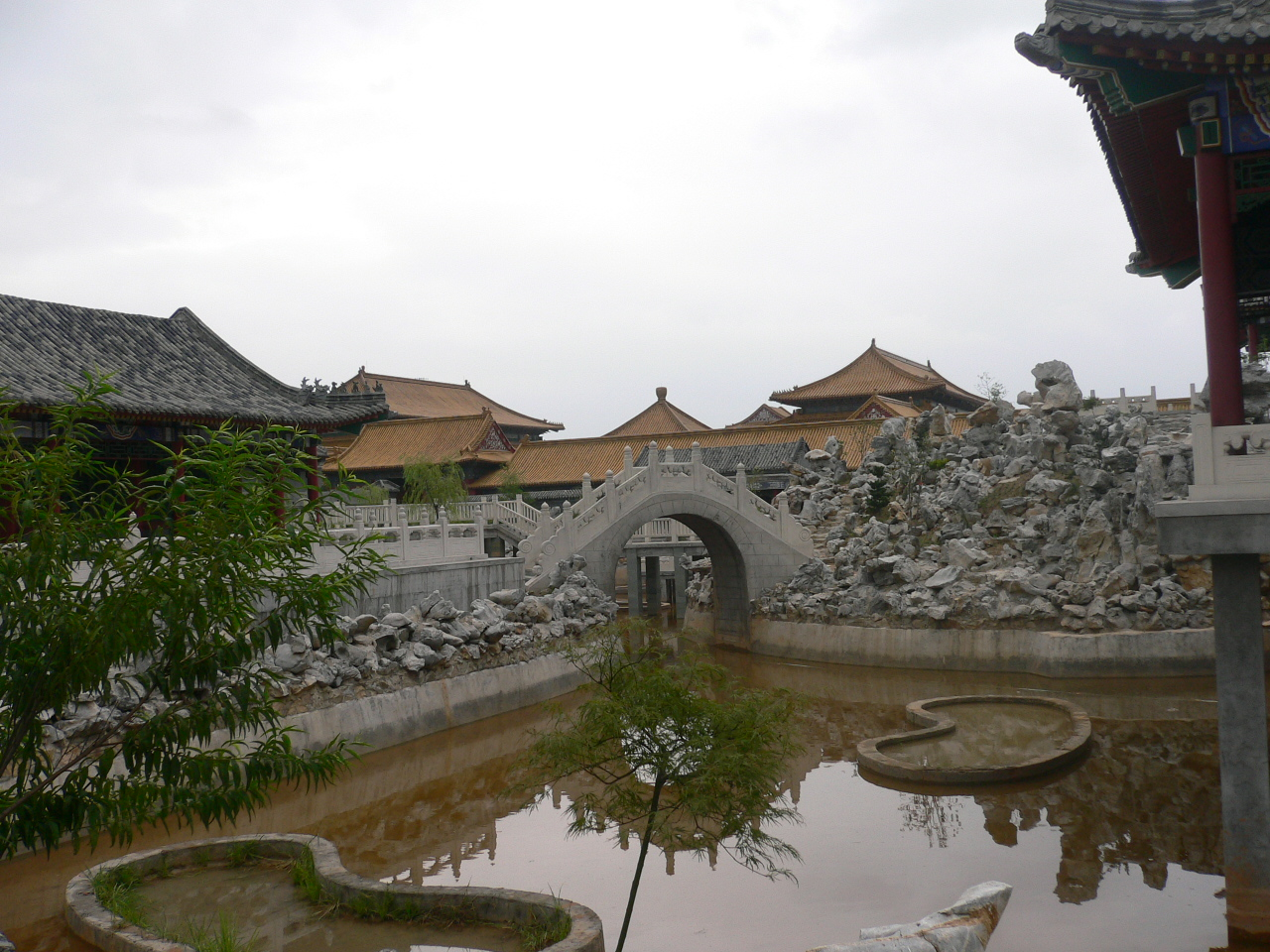
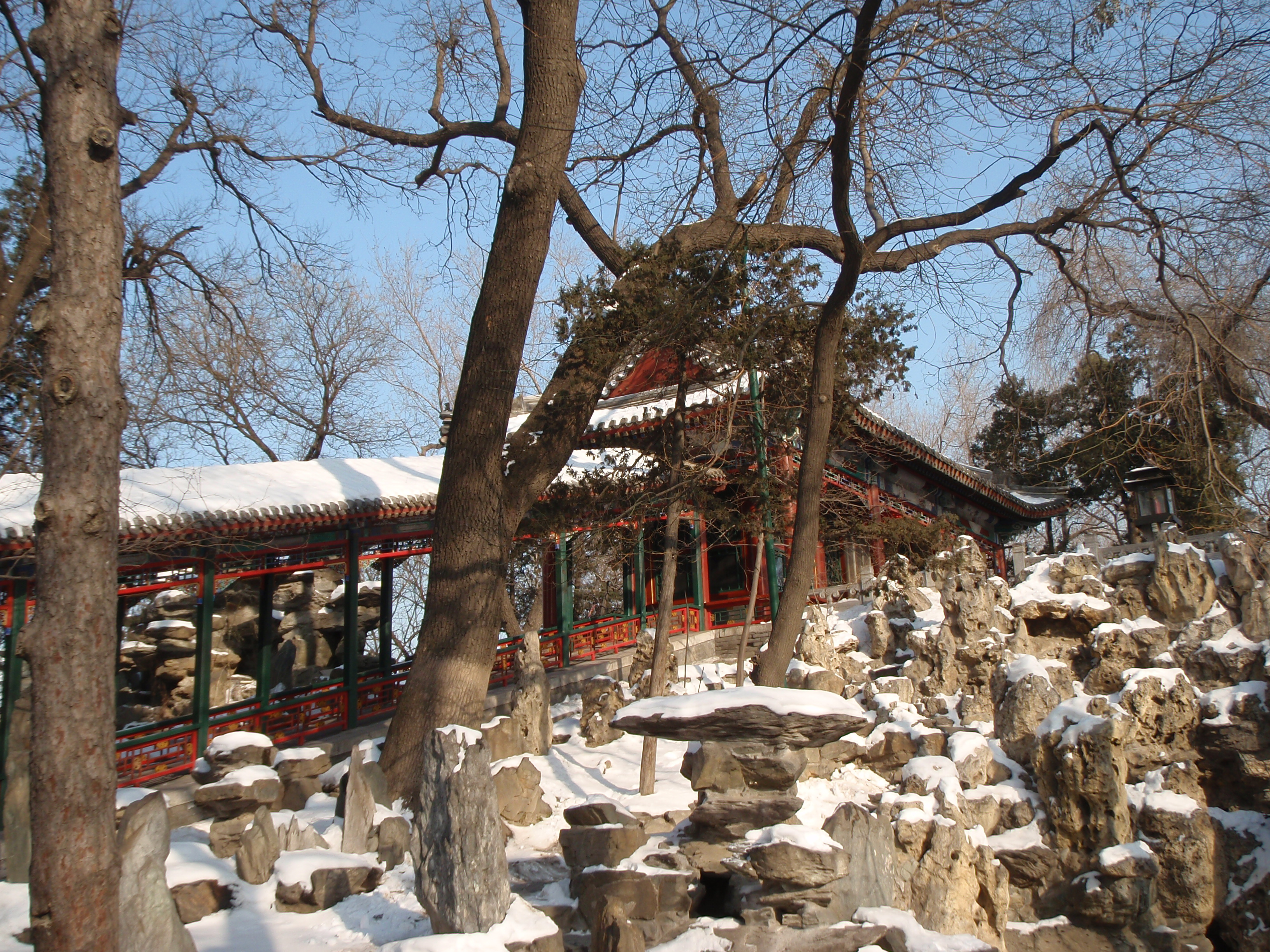
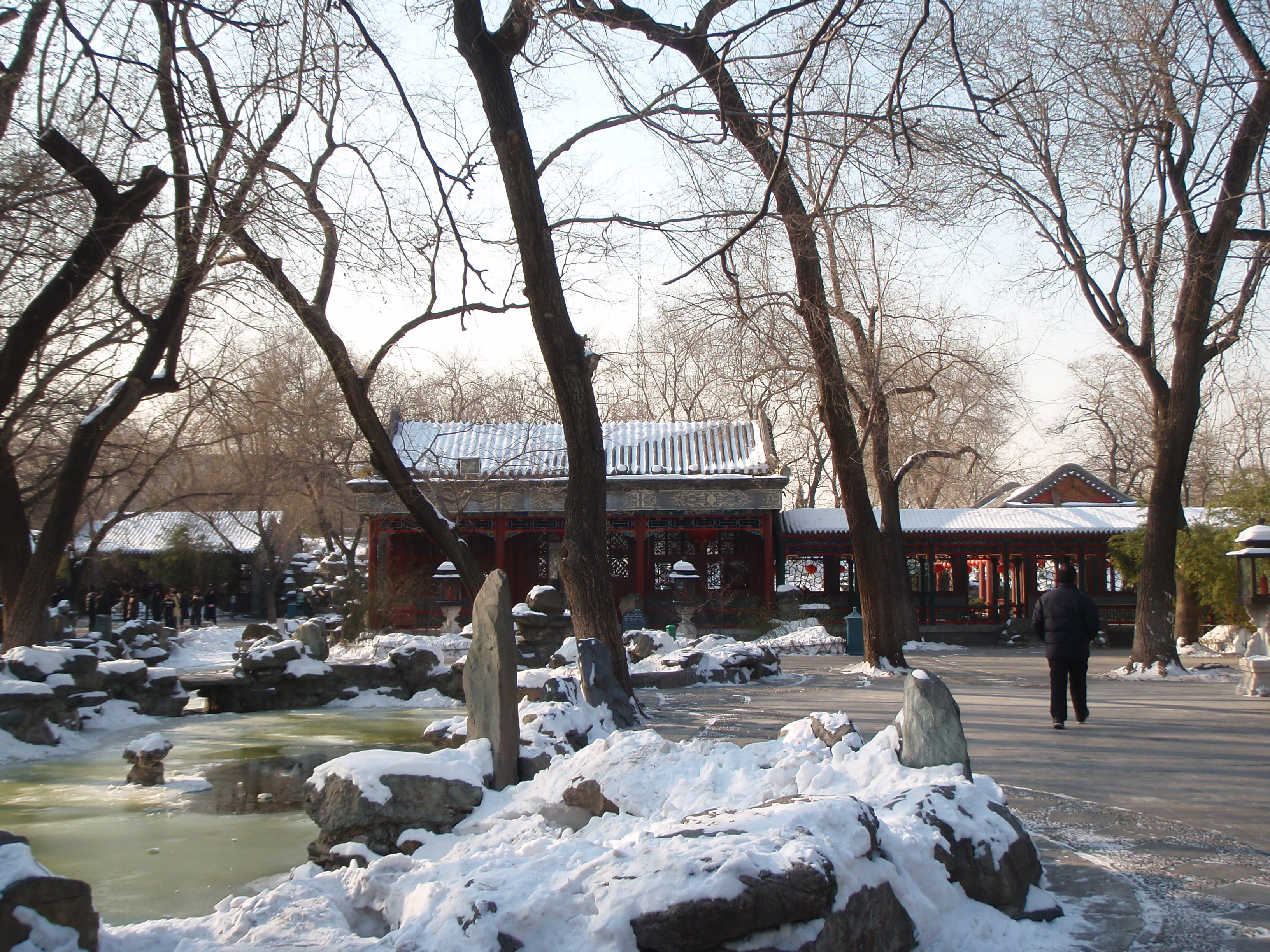

- 恭王府

## 相關影視作品
- 《戲說慈禧》——崔浩然飾
- 《滿清十三皇朝》——劉永飾
- 《慈禧外传》——刘德凯飾
- 《一生為奴》——陳寶國飾
- 《清宮氣數錄》——何浩源飾
- 《狀王宋世傑貳》——李子雄飾
- 《大太監》——張國強飾
- 《慈禧秘密生活》——梁家輝飾
- 《火烧圆明园》、《垂帘听政》——张铁林飾
- 《龍票》——修慶飾
- 《台灣1895》——姬麒麟飾
- 《走向共和》——鄭天庸飾
- 《紅牆綠瓦之殘陽》——李誠儒飾
- 《少女慈禧》-- 伍衛國飾

## 相關傳記作品
- 董守义，《恭亲王奕欣大传：中国第一次近代化运动的倡导者》，沈阳：辽宁人民出版社，1989。